# Magyarok (folyóirat)
Magyarok irodalmi és művészeti folyóirat 1945-1949 közt. Indulás: 1945. április. Megjelenési hely: Debrecen, 1945 júliusától Budapest. Periodicitás: havonként.

## Irányvonala, munkatársai
A Magyarok a második világháború után újrainduló irodalmi élet jelentős orgánuma, kritikai lap és vitafórum. Foglalkozott irodalompolitikai, filozófiai és esztétikai kérdésekkel is. Irodalomkritikái jelentős művekről szóltak, a kortárs irodalomból a legjobbakat adta közre. 
Juhász Géza szerkesztésében indult a debreceni Ady Társaság köréből. Budapesten 1945. júliustól Kéry László, majd 1947. júniustól Kolozsvári Grandpierre Emil szerkesztette, Kolozsvári Grandpierre Emil mellett már szerkesztőbizottság is működött, amelynek tagjai Bóka László, Juhász Géza, Tolnai Gábor és Zelk Zoltán voltak. Munkatársai a Nyugat, a Magyar Csillag köréből kerültek ki (Füst Milán, Gellért Oszkár, Déry Tibor, Gyergyai Albert, Illyés Gyula, Illés Endre, Kardos László, Komlós Aladár, Cs. Szabó László). Írtak a folyóiratba Kassák Lajos, az emigrációból hazatérő Gergely Sándor és Balázs Béla, Lukács György filozófus és tanítványai: Keszi Imre, Király István, Szigeti József.
A fiatal költők és prózaírók alkotásai is helyet kaptak a lapban, köztük Jánosy István, Karinthy Ferenc, Lengyel Balázs, Mándy Iván, Nemes Nagy Ágnes, Pilinszky János, Rába György, Somlyó György, Sőtér István, Rónay György, Szabó Magda, Szentkuthy Miklós, Thurzó Gábor, Vas István, Weöres Sándor.